# Maximilian Fillafer
Maximilian Fillafer (26 dicembre 2004) è un calciatore austriaco, attaccante dell'Hartberg.

## Carriera
Fillafer è cresciuto nel settore giovanile dello Spittal/Drau, ed ha giocato in prima squadra dal 2021 al 2023. Acquistato dall'Hartberg, ha debuttato in Bundesliga il 13 agosto 2023 nell'incontro vinto 1-0 contro il Rapid Vienna.

## Statistiche

### Presenze e reti nei club
Statistiche aggiornate al 12 maggio 2024.
| Stagione        | Squadra         | Campionato      | Campionato | Campionato | Coppe nazionali | Coppe nazionali | Coppe nazionali | Coppe continentali | Coppe continentali | Coppe continentali | Altre coppe | Altre coppe | Altre coppe | Totale | Totale | Totale |
| Stagione        | Squadra         | Comp            | Pres       | Reti       | Comp            | Pres            | Reti            | Comp               | Pres               | Reti               | Comp        | Pres        | Reti        | Pres   | Reti   |        |
| --------------- | --------------- | --------------- | ---------- | ---------- | --------------- | --------------- | --------------- | ------------------ | ------------------ | ------------------ | ----------- | ----------- | ----------- | ------ | ------ | ------ |
| 2020-2021       | Spittal/Drau    | RL              | 1          | 0          | CA              | 0               | 0               |                    | -                  | -                  |             | -           | -           | 1      | 0      |        |
| 2021-2022       | Spittal/Drau    | RL              | 27         | 0          | CA              | 1               | 0               |                    | -                  | -                  |             | -           | -           | 28     | 0      |        |
| 2022-2023       | Spittal/Drau    | KL              | 25         | 12         | CA              | 0               | 0               |                    | -                  | -                  |             | -           | -           | 25     | 12     |        |
| 2023-2024       | Hartberg        | BL              | 25         | 2          | CA              | 2               | 0               |                    | -                  | -                  |             | -           | -           | 27     | 2      |        |
| Totale carriera | Totale carriera | Totale carriera | 78         | 15         |                 | 3               | 0               |                    | -                  | -                  |             | -           | -           | 81     | 15     |        |